# 蘇哈利帕河
蘇哈利帕河（烏克蘭語：Суха Липа），是東歐的河流，位於烏克蘭和波蘭，屬於索洛特瓦河的右支流，發源自普里納達以西，河道全長14公里，流域面積39平方公里。